# Bořivoj I, Duce al Boemiei
Bořivoj I (n. 852 d.Hr., Ducatul Boemiei – d. 888 d.Hr., Ducatul Boemiei) a fost primul conducător al Boemiei din dinastia Přemyslid menționat de sursele istorice. Bořivoj I și soția sa, Ludmila, ulterior canonizată, s-au supus ritualului botezului, au fondat primele biserici creștine în Boemia și au pus piatra de temelie a Cetății Praga. Nepotul lor, ducele Venceslau I al Boemiei, a fost canonizat devenind primul sfânt al Boemiei. În Chronica Boemorum scrisă de Cosma din Praga, Borivoj I este menționat ca „primul cârmuitor creștin” al Boemiei.

## Biografie

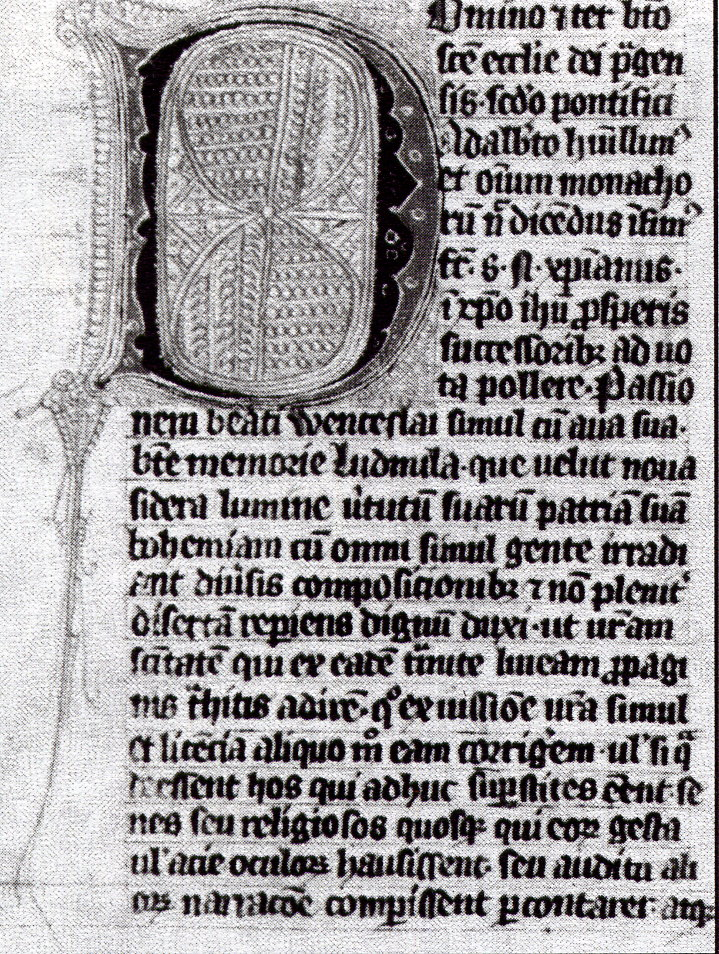
„Legenda creștină” (manuscris, secolul al XIV-lea)

Bořivoj I s-a stabilit inițial în Cetatea Levý Hradec, la nord-est de Praga. Potrivit cronicarului Cosma din Praga, Bořivoj era descendent al fondatorilor legendari ai familiei Přemyslid: prințesa Libuše și Přemysl Plugarul. Bořivoj a fost primul reprezentant al acestei dinastii menționat de surse istorice. Prima mențiune apare în anul 872 și se referă la lupta sa împreună cu alți prinți slavi împotriva regelui Franciei Răsăritene Carloman I. Cronica contemporană a Franciei, Annales Fuldenses, numește șase prinți slavi care au participat la luptă, printre care și un anume Goriwei. Potrivit istoricilor, acesta este Bořivo I.

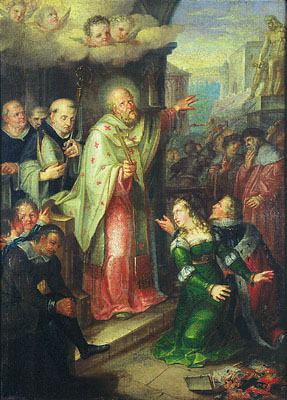
Botezul lui Bořivoj (de Václav Ignác Leopold Markovský; 1789–1846)

Familia Přemyslid nu era singura familie de conducători din Boemia la acea vreme, însă aceștia dominau importanta regiune a Boemiei Centrale. Bořivoj a început să unească triburile boemilor sub stăpânirea sa și astfel a pus bazele Regatului Boemiei de mai târziu. Bořivoj a răspândit credința creștină în Boemia, întâi prin misionarii franci și mai târziu prin misionarii din Moravia Mare. El a recunoscut importanța creștinismului pentru fondarea statului și a promovat răspândirea sa în Boemia.
În anul 874 sau 875 Borivoj s-a căsătorit cu Ludmila, care a fost ulterior canonizată. Potrivit legendei creștine a Boemiei, Ludmila era fiica lui Slavibor, conducătorul unui trib slav vestic. Această căsătorie a avut cu siguranță și o semnificație politică. Bořivoj și-a extins puterea în Boemia nu numai prin forță, ci și prin căsătoria sa bine gândită deoarece teritoriul lui Slavibor a ajuns ulterior în stăpânirea familiei Přemyslid. Doi dintre fiii născuți în timpul acestei căsătorii, Spytihněv și Vratislav, au fost succesorii lui Bořivoj la cârmuirea Boemiei, unul după celălalt. Cel din urmă este tatăl Sfântului Venceslau al Boemiei. Acesta și bunica sa, Ludmila, sunt sfinții patroni ai Boemiei.
Potrivit Legendei creștine a Boemiei, Bořivoj I și soția sa au fost botezați de arhiepiscopul Metodiu la curtea lui Svatopluk I din Velehrad în Moravia. Data botezului este incertă, dar se presupune că a avut loc în anul 874. Legenda povestește despre vizita lui Bořivoj:
„În floarea tinereții, a venit în Moravia la prințul său, regele Svatopluk, într-o chestiune care îl privea pe el însuși și pe oamenii săi de încredere și a fost primit cu prietenie și invitat la masă. Totuși, nu i s-a permis să se așeze la masă lângă creștini, ci i s-a oferit un loc pe podea în fața mesei. Episcopul Metodiu a regretat această insultă și se spune că i-ar fi zis: Vai, un om de rangul tău, căruia nu-i este rușine să fie izgonit de pe tronurile prinților, deși are putere și rang ducal, preferă să stea pe pământ alături de porcari datorită credinței sale rușinoase.” (Legenda creștină, cap. 2)

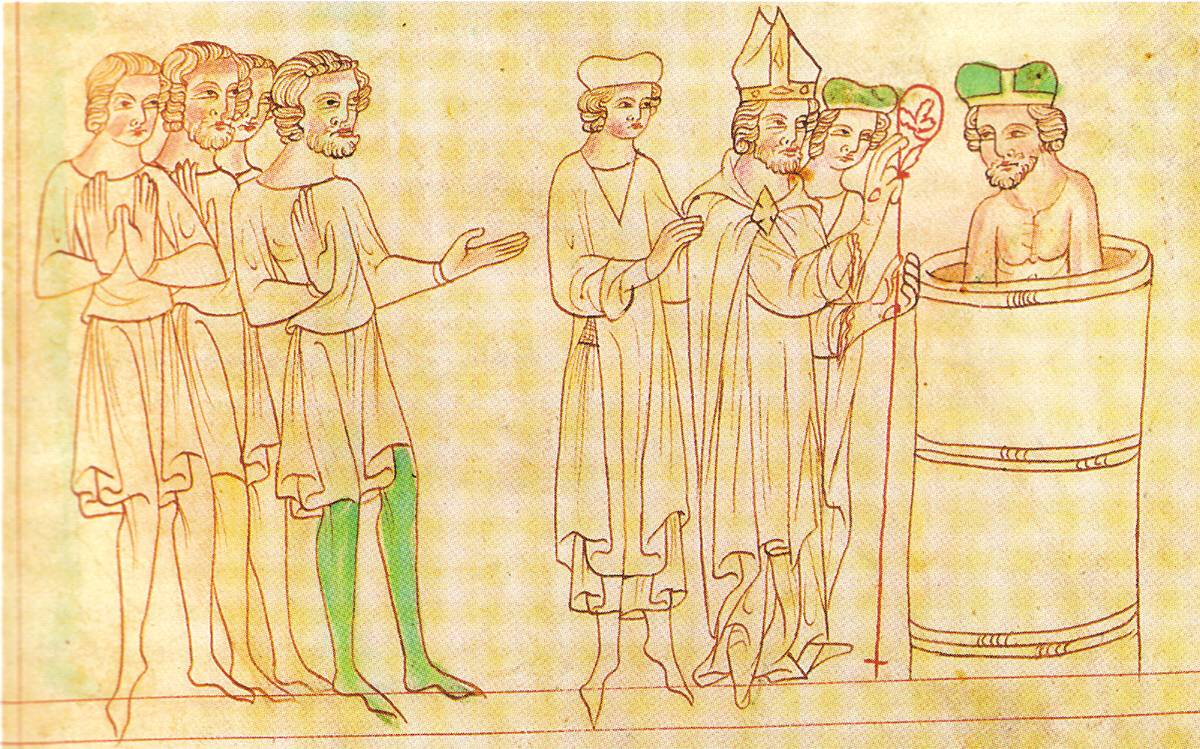
Botezul lui Bořivoj (Biblia lui Velislav, prima jumătate a secolului al XIV-lea)

Bořivoj s-a lăsat convins, a acceptat botezul împreună cu suita sa și a învățat credința creștină de la arhiepiscopul Metodiu. Deși 14 prinți boemi fuseseră botezați la curtea regelui Franciei Răsăritene din Regensburg încă din anul 845, botezul lui Bořivoj este considerat începutul creștinizării țării. Odată cu acest pas făcut în Moravia, Bořivoj a întărit legăturile cu Marele Imperiu Morav și a rezistat influenței tot mai mari a conducătorilor franci și a episcopilor bavarezi.
Unii istorici sunt de părere că Bořivoj a fost numit administrator în Boemia de principele Svatopluk în jurul anului 867, pe când avea aproximativ 15 ani. Faptul că Svatopluk l-a ales pe Bořivoj poate fi un argument în sprijinul teoriei conform căreia familia Mojmir din Moravia și familia Přemyslid din Boemia erau înrudiți. Este posibil ca Bořivoj să fi crescut la curtea lui Svatopluk.

### Fondator al primelor biserici creștine în Boemia
Mare parte a vieții lui Bořivoj rămâne necunoscută. După ce a fost botezat, el a fondat prima biserică creștină din Boemia în reședința sa Levý Hradec, o biserică rotondă în stil romanic închinată Sfântului Clement. Fundația originală există încă sub Biserica Sf. Clement de astăzi.
În anii următori Bořivoj a susținut răspândirea creștinismului în Boemia. Aceasta și dependența politică de Moravia Mare au dus la revolta unor principii păgâni boemi. Bořivoj a fost nevoit să fugă la Svatopluk I în Moravia. Totuși, el și adepții săi au reușit în scurt timp să înăbușe revolta și să-și consolideze puterea în Boemia fiind probabil ajutat și de Svatopluk I.
Victorios, Bořivoj a întemeiat Biserica Fecioarei Maria, pe o stâncă deasupra râului Vltava, unde astăzi se află Cetatea Praga. Rămășițele bisericii au fost descoperite în timpul săpăturilor arheologice făcute în perioada 1950 – 1952. Potrivit unor istorici, biserica a fost construită în apropierea unui loc sfânt păgân. De asemenea, se spune că acolo ar avut loc ceremonialul înscăunării conducătorilor boemi.
S-a crezut anterior că Bořivoj își mutase reședința de la Levý Hradec aici și că atunci a început construcția Cetății Praga. Astăzi, începutul construcției acestei cetăți tinde să fie atribuită fiului său, ducele Spytihněv I.

### Sfârșitul vieții

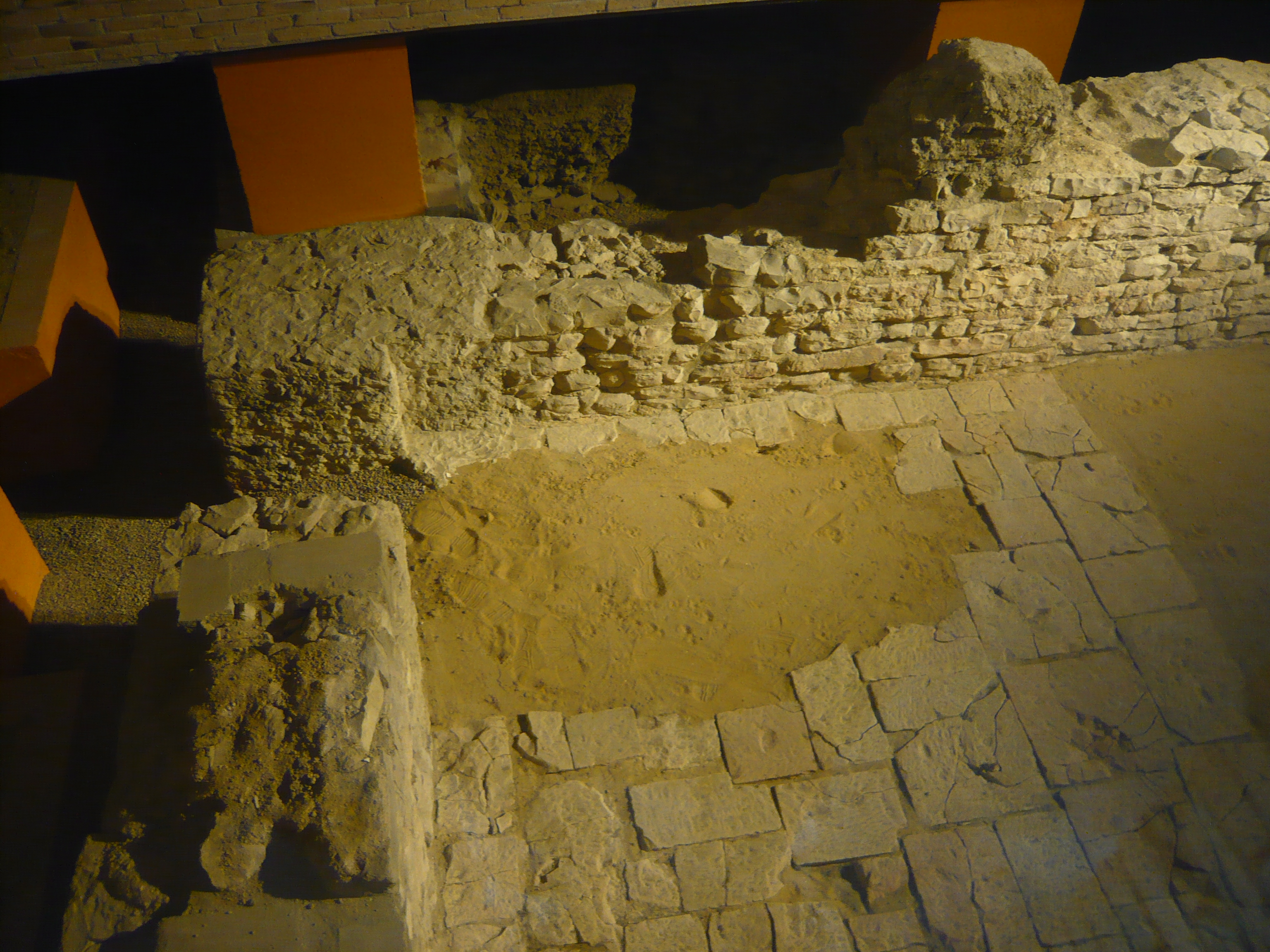
Rămășițele Bisericii Sf. Maria în Cetatea Praga

Bořivoj a murit probabil între anii 888 și 890, aproximativ la mijlocul celui de-al patrulea deceniu de viață. Svatopluk I a preluat cârmuirea Boemiei și după moartea sa în anul 894, fiul lui Bořivoj, Spytihněv I, a devenit principele Boemiei.
Nu se știe unde a fost înmormântat Bořivoj I. Mormântul din biserica construită de el în Cetatea Praga a rămas gol. Paleoantropologul ceh Emanuel Vlček a stabilit că așa-numitul „mormânt K1”, descoperit sub podeaua fostei Rotonde Sf. Vitus (predecesoarea Catedralei Sf. Vitus) din Cetatea Praga, este locul unde a fost înmormântat, dar recent unii istorici au pus la îndoială acest fapt.
Potrivit unei teorii, Bořivoj I provenea din Moravia. Rezultatele studiilor antropologice sunt citate ca argument în acest sens. Craniul găsit în „mormântul K1” prezintă aceeași anomalie cu craniul din mormântul 12/59 de lângă Uherské Hradiště din Moravia - o anomalie unică a canalului auditiv. Acest mormânt este considerat de unii istorici și arheologi cehi ca fiind mormântul lui Svatopluk I. Ambele schelete au, de asemenea, aceeași grupă de sânge, deși aceasta este una comună. De aici s-a dedus că Bořivoj I a fost o rudă apropiată a lui Svatopluk I sau poate chiar fiul împăratului Rastislav al Moraviei Mari.

## Căsătorie și descendenți
Borivoj s-a căsătorit cu Ludmila în anul 874 sau 875. Nu se cunoaște exact numărul copiilor rezultați din această căsătorie. Istoria menționează doar doi fii care au fost succesorii tatălui lor:
- Spytihněv I (c. 875 – c. 915), duce al Boemiei, nu a avut urmași;
- Vratislav I (c. 888 – 13 februarie 921), duce al Boemiei, căsătorit cu Drahomira de Stodor.